# Alice Williams
Alice Williams, född 24 december 1998, är en australisk vattenpolospelare som spelar i Australiens damlandslag i vattenpolo.
I OS-sammanhang debuterade Williams vid olympiska sommarspelen 2024 i Paris där det blev OS-silver i damernas turnering i vattenpolo vid olympiska sommarspelen 2024. Med sina 21 mål var Williams etta i skytteligan i damernas OS-turnering i Paris. På delad andra plats var Rita Keszthelyi och Beatriz Ortiz. De gjorde båda 19 mål i turneringen.